# Alain Bellet
Pour les articles homonymes, voir Bellet (homonymie).
 (septembre 2018).
Alain Bellet, né le 14 juillet 1949 à Paris, est un écrivain français.

## Biographie
Auteur de romans noirs et policiers, de romans historiques pour la jeunesse, il écrit également des documentaires sur l'Histoire de France médiévale, l'histoire de Paris et des Parisiens, des ouvrages de mémoires ouvrières et de nombreuses nouvelles.
Après avoir dirigé des Maisons des jeunes et de la culture, (Paris Porte-de-Vanves, Rennes, Valence, Neuilly-Plaisance), des équipements culturels et des salles d'Art et d'Essai (Louise Michel à Fresnes, Les Quatre-cents-Coups à Châtellerault) Alain Bellet sera journaliste indépendant de 1987 à 1992 pour les revues Passages, Cinéma, La Revue du Cinéma, Profession Politique, Témoignage Chrétien, Révolution, Politis, Le Monde Diplomatique...
Depuis 1990, il a publié plus d'une quarantaine de livres personnels (romans adultes et jeunesse, documentaires) et assumé la direction littéraire de plus de cent-cinquante ouvrages écrits et imaginés avec des amateurs (enfants, jeunes et adultes).
De nombreuses créations Images et Mots ont été réalisés avec la photographe Patricia Baud depuis une vingtaine d'années.
Sociétaire de la Société des gens de lettres, adhérent de la Maison des écrivains et de la littérature, ancien président de la Charte des auteurs et des illustrateurs jeunesse de 2004 à 2007, membre du Conseil d'Administration des Écrivains associés du théâtre, puis administrateur du Conseil permanent des écrivains. Pendant près de quinze ans, représentant des auteurs dans les commissions professionnelles de l'AGESSA (Association pour la Gestion de la Sécurité sociale des artistes-auteurs).
Il est accueilli à de nombreuses occasions en Résidence d'auteur. Il intervient également dans les projets Culture et Lien social du Ministère de la Culture (DRAC d'Ile-de-France) dans les quartiers classés Politique de la Ville (XIXe arrondissement de Paris et Marne-la-Vallée).
Des conférences sur l'histoire de Paris et des Parisiens sont données en contrepoint des livres : Paris Capitale des Arts et des Révoltes, Paris-Lumière, Paris de Papa.

## Œuvre

### Documentaires
- Monsieur de La Beaumelle, homme de lettres, serviteur de la tolérance civile, Éditions Théolib (2016)
- Le Peuple et le Roi, encyclopédie des rois de France, Éditions Atlas (juin 2010)
- Écrire un roman policier, Eyrolles (2009)
- Paris de Papa, ouvrage illustré, Terres d’Édition (2009)
- Encyclopédie des rois de France, Louis VIII et Blanche de Castille, Éditions Atlas (2009)
- Paris lumière, photos Patricia Baud, Éditions Atlas (2009)
- Encyclopédie des rois de France, Philippe Auguste, Éditions Atlas (2009)
- Vies d’ici en ville : mémoires vives des habitants d'Hérouville Saint-Clair, photos Patricia Baud, Centre régional d'art contemporain de Basse-Normandie (2008)
- La Belle aux bois des forges : fenêtres ouvertes sur la mémoire d'Ozoir-la-Ferrière, photos Patricia Baud, ACTIVE-Association culturelle pour le texte et l'image vivante (2007)
- L'Usine de ma vie, photos Patricia Baud, Le Cherche midi (2005)
- P'tits enfants du Bassin Minier, photos Patricia Baud, L'Œil d'or (2003)
- Mosaïques, photos Patricia Baud, L'Œil d'or (2002)
- Paris, Capitale des arts et des révoltes, photos de et co-écrit avec Patricia Baud, Alfil (2000)
- L'Art pour mémoire, photos Éric Larrayadieu, CCAS (1995)
- Achères, c'est mon nom… !, photos Patricia Baud, In Fine (1993)
- Champ social, livre collectif, Éditions Maspero (1977)

### Récits littéraires, romans
- Colombe, l'Espionne des Rohan, éditions Alcide, juin 2021
- Voyages en vies, récits ferroviaires, inédit
- Enfermé dehors, récits sahariens, photographies Patricia Baud, inédit
- Les Dominos de Montfort, photos H. Miserey, Éditions Krakoen, (2005)
- Jeanne et André, réédition, Éditions de L'Œil d'or (2004)
- Dans la brume de l'Aude roman, Éditions Companhs de Caderonne (2001)
- Voyage en grande terre, photos Patricia Baud, Éditions Brut de Béton (1998)
- Nuit agenaise, récit, photos Patricia Baud, Éditions La Barbacane (1997)
- Jeanne et André, un couple en guerre, Éditions La Barbacane (1991)

### Romans jeunesse
- Les Complices de Ravaillac, Editions Alcide (avril 2019)
- Russian Express, collection Rester vivant, Éditions Le Muscadier (mars 2019)
- Le Petit Camisard, réédition, Editions Alcide (avril 2018)
- Virée nomade, collection Rester vivant, Éditions Le Muscadier (2016)
- Toinette, Fleur de pavé, 1856, Oskar Jeunesse (2009)
- Le chevalier Du Guesclin mène l’enquête, Oskar-Jeunesse (2008)
- La Dicteuse de lois, récit, réédition Encre Bleue (2002)
- La Dicteuse de lois, récit, Éditions Balzac (1999, Canada)
- Les Mutins du Faubourg, roman historique, Magnard (1999)
- Le Noyé du canal Saint-Martin, roman historique, Magnard (1998)
- Le Gamin des barricades, roman noir historique, Éditions Milan (1996)
- La Machine à histoires, illus. Charly Barat, Le Verger éditeur (1994)
- Matelot de la Royale, roman historique, Éditions Milan (1992)
- Le Petit Camisard, roman historique, Éditions Nathan (1991)

### Polars et romans noirs
- La Mémoire de l'aigle, Bibliocratie.com (2015)
- Fausse commune, Éditions Le Passage, (2003) diffusion Seuil
- Danse avec Loulou, le Poulpe, Éditions Baleine (1997)
- Saison d'hivernage, roman noir, Éditions In fine (1993)
- Les anges meurent aussi, (avec Frédéric Larsen), Série noire no 2273, Éditions Gallimard (1991)
- Aller simple pour Cannes, Éditions de l'Instant (1990)

### Nouvelles ou récits en ouvrages collectifs
- L'Enfant du grand divorce, Les éditions Arcane 17 (2020)
- Sous les pavés, la rage, Cinquantenaire de Mai 68, éditions Arcanes 17 (2018)
- Dimension Moscou, collectif, Éditions Rivière Blanche (2015)
- Franco la muerte, collectif, Éditions Arcanes 17 (2015)
- Clin d’œil à la nouvelle, Papier(s), Éditions Tu Connais la Nouvelle ? (2014)
- Clin d’œil à la nouvelle, Derrière la porte, Éditions Le Castor Astral (2013)
- Clin d’œil à la nouvelle, Le Jeu, Éditions Le Castor Astral (2012)
- Clin d’œil à la nouvelle, La peau…, Éditions Le Castor Astral (2011)
- 1936 et demain ?, Éditions du Geai Bleu, Colères du présent (2006)
- Clin d’œil à la nouvelle, Origines, Éditions Le Castor astral (2006)
- Clin d’œil à la nouvelle, J’ai dix ans, Éditions Le Castor astral (2005)
- Centenaire de L’Humanité, Éditions Hors Commerce (2004)
- Clins d'œil à la nouvelle, l'Autre, Éditions Le Castor astral (2003)
- Clins d'œil à la nouvelle, l'eau, Éditions Le Castor astral (2002)
- Mots de nuits, nouvelles contre le racisme, Éditions Le Rouergue (2001)
- Mises en route, Éditions Musée National de Compiègne (2000)
- Requiem pour un muckraker, nouvelles, Éditions Baleine (1999)
- Clins d'œil à la nouvelle, confidences, Le Castor astral (1999)
- Nouvelles pour les Droits de l'Homme, Le Castor astral (1999)
- Clins d'œil à la nouvelle, polar, Éditions Alfil (1998)
- Clins d'œil à la nouvelle, regards, Éditions Alfil (1997)
- Sous la couverture, quelques faits d'hiver, Éditions Droit au logement (1997)
- Black label à Belleville, Éditions L'Harmattan (1994)
- L'Encrier des espérances, milieu alcoolique, Éditions L'Harmattan (1993)
- Black exit to 68, nouvelles noires, Éditions La Brèche (1988)

### Scénarios de films documentaires
- On arrive ! Préparez le futur ! Le Bassin minier dans le regard des jeunes, 45 min (2001) réalisation Patricia Baud
- Une île pas comme les autres,  mémoire d'une ville de banlieue, 52 min (1993) réalisation Philippe Arnould

### Textes de théâtre
- Picpus Memory's, théâtre, La Grande Terreur Place du Trône renversé, pièce lue au Festival Les Chemins de Tolérance en Cévennes (2022)
- Double-Jeanne, théâtre, derrière le mythe de Jeanne d'Arc (inédit) pièce lue en Avignon, 2013
- La Pleureuse d’Angoulême, Théâtre Clin d’œil mise en scène Audrey Daoudal, 2010
- La Sœur de minuit, Théâtre Clin d’œil, mise en scène Gérard Audax, 2003)
- Regardez-les, Théâtre Clin d’œil, mise en scène Gérard Audax, 2003)
- Voyages en grande terre, le grand cahier, Compagnie Brut de Béton, 1998
- La Saga des découvreurs, Les Arts au soleil, mise en scène Pierre Suffys, Ministère de la Culture (juillet et août 1992)
- La Fugue des pierres, mise en scène Pierre Chaussat, Paris Quartiers d'Été (1991)

### Livres collectifs sur le métier d'écrire
- L’écrivain viendra le 17 mars, Éditions du Seuil (2001)
- L’envie des mots, faire écrire en prison, Éditions CBA (2001)
- Écrire est un métier, Éditions du Centre Permanent des Écrivains (1999)
- J’écris, je m’écrie, Salon du Livre de Paris (1999)
- Les Coulisses de l’écriture, Revue Lignes d'Écriture (1997)
- Voyages dans les mots, revue Libre Accès, Essonne (1998)

## Sources
- Bibliothèque nationale de France François Mitterrand, data.bnf.fr auteur de textes, Alain Bellet
- Site de la Charte des Auteurs Illustrateurs Jeunesse, répertoire, fiche Alain Bellet (consulté le 8 mars 2019)
- Site de la Maison des écrivains et de la littérature, fiche Alain Bellet (consulté le 7 janvier 2019)
- Académie de Rouen, actions éducatives, Lecture et écriture, présentation de Bellet Alain (publié en janvier 2018)
- Claude Mesplède (dir.), Dictionnaire des littératures policières, vol. 1 : A - I, Nantes, Joseph K, coll. « Temps noir », 2007, 1054 p. (ISBN 978-2-910-68644-4, OCLC 315873251)